# Найсвятіше Серце Ісуса
Найсвяті́ше Се́рце Ісу́са (лат. Sacratissimum Cor Jesu) — у католицькій церкві особливий культ, що зʼявився у Середньовіччі. Свято Найсвятішого Серця Ісуса відзначається в першу п'ятницю після свята Тіла і Крові Христових.

## Назва
- Найсвяті́ше Се́рце Ісу́са
- Пресвяте́ Се́рце Ісу́са
- Се́рце Ісу́са, Се́рце Ісу́сове

## Передісторія
Перші свідчення вшановування Серця Ісуса, як символу любові до людей, виявляються не раніше XI століття, зокрема, згадування про нього є в працях Ансельма Кентерберійського і Бернарда Клервоського. Шанування Серця Ісуса стало одним з аспектів уваги, що підсилювалася в Середньовіччі, до Страстей Христових. У XIII–XIV століттях Пресвяте Серце згадується в черниць із містичним досвідом Гертруди Гельфтської і Мехтільди Магдебурзької. Наприкінці XVI століття традицію шанування Серця Ісуса прийняв Франциск Салезький, заснований ним орден візитанток згодом став центром культу Святого Серця.
Хоча шанування Серця Ісуса було поширено в Середні Віки, воно залишалося приватною традицією й не було ні офіційно схвалене Церквою, ні введене в літургічний календар.

## Розвиток культу
У XVII столітті головна роль у розвитку й поступовому визнанні культу Святого Серця належить Іоаннові Еду і Маргариті Марії Алякок. Святий Іван Ед розібрав витоки цього культу у своїх роботах і написав наслідування меси зі спогадом Святого Серця, що було схвалене декількома французькими єпископами, але не отримало широкого розповсюдження. В одкровеннях черниці Марії Алякок (1647—1690), за її словами, Ісус забажав, щоб Його Серце вшановувалося. Наприкінці XVII — на початку XVIII століття поширенням культу Святого Серця займалися переважно єзуїти. Уже при житті Марії Алякок єзуїти оцінили значення культу Серця Ісуса як засобу до зміцнення й поширення свого впливу й виступили його ревними поборниками, використовуючи різні поняття, що з'єднуються зі словом «серце». Наприклад, єзуїт Галліфе повідомляв майже одночасно в різних містах: у Римі — що йдеться про небесну любов, у Парижі — що предмет обожнювання становить саме Серце Христове, без усяких метафор.
Якщо в рік знищення Нантського едикту (1685) Марія Алякок присвятила перший вівтар пресвятому Серцю Христа, то вже через 40 років Франція нараховувала 248 присвячених йому братств (confréries du Sacré-Cœur). Для підтримки культу єзуїти поширювали різні брошури, символічні картини тощо..
У 1794 році, коли єзуїтський орден офіційно вважався скасованим, було засновано «Товариство Пресвятого Серця Ісуса» (Société du Sacré-Cœur), під іменем якого діяли єзуїти; згодом товариство йменувалося орденом пакканаристів (від імені італійця Нікколо Пакканарі, італ. Niccolo Paccanari, лат. Nicolas Paccanari; 1786—1811)..

## Ствердження
Свято Святого Серця було затверджено папою Климентом XIII в 1765 році, але дозвіл був даний для окремих братств, загальноцерковне свято було встановлено тільки в 1856 році папою Пієм IX. Пій VI висловився проти рішення церковного собору в Пістої (1786), що намагався розрізняти символічне серце від дійсного. Деякі єпископи XVIII століття бачили в останньому головне значення культу
Під час Вандейської війни роялісти носили зображення Пресвятого Серця на грудях, як амулет. У 1873 році в каплиці, спорудженій на честь Алякок у Паре-ле-Моньяль, Франція була врочисто присвячена Найсвятішому Серцю Ісуса Христа. В 1899 році папа Лев XIII присвятив Найсвятішому Серцю Ісуса весь Всесвіт.
Після реформи Другого Ватиканського собору свято Святого Серця отримало найвищий ранг свят — Торжества.